# Tyrannmyrfågel
Tyrannmyrfågel (Cercomacroides tyrannina) är en fågel i familjen myrfåglar inom ordningen tättingar.

## Utseende och läte
Hane tyrannmyrfågel är genomgående skiffergrå med smala vitaktiga vingband. Honan har ett rostfärgat rent ansikte och roströd undersida. Sången består av pipiga visslingar. 

## Utbredning och systematik
Tyrannmyrfågel förekommer från Mexiko söderut genom Centralamerika till norra Brasilien. Den delas in i fyra underarter med följande utbredning:
- tyrannina-gruppen
  - Cercomacroides tyrannina tyrannina – förekommer i centrala Panama, östra Colombia, södra Venezuela och nordvästra Brasilien
  - Cercomacroides tyrannina crepera – förekommer från sydöstra Mexiko till västra Panama
- saturatior/vicina-gruppen
  - Cercomacroides tyrannina vicina – förekommer i östra Andernas östsluttning i norra Colombia och nordvästra Venezuela
  - Cercomacroides tyrannina saturatior – förekommer i Guyanaregionen och nordöstra Amazonområdet i Brasilien

Tidigare placerades den i släktet Cercomacra och vissa gör det fortfarande.

## Levnadssätt
Tyrannmyrfågel hittas i fuktiga tropiska låglänta områden. Den hittas i buskage och snår i skogsbryn och utmed rinnande vattendrag. Den håller sig ofta dold och kan vara mycket svår att få syn på.

## Status och hot
Arten har ett stort utbredningsområde, men tros minska i antal, dock inte tillräckligt kraftigt för att den ska betraktas som hotad. Internationella naturvårdsunionen IUCN listar arten som livskraftig (LC). Beståndet uppskattas till i storleksordningen en halv miljon till fem miljoner vuxna individer.